# The Legend of Mir II
The Legend of Mir II (미르의 전설 2) est un MMORPG en perspective isométrique développé par WeMade Entertainment et lancé en Corée du Sud et en Chine par Shanda en 2001. En permettant à la population chinoise de jouer à un bon MMORPG pour à peine 54 centimes de l’heure, celui-ci a contribué à transformer le marché chinois du jeu vidéo. Le jeu y connait en effet un important succès commercial qui lui permet d’enregistrer en juillet 2002 plus de 500 000 connexions simultanées. En 2004, il était encore l’un des trois jeux en lignes les plus populaires de Chine. En 2016, la version mobile du jeu générait encore plus de 100 millions de dollars de revenus par mois.